# バンビ、ゴジラに会う
『バンビ、ゴジラに会う』(Bambi meets GODZILLA、ばんびごじらにあう、バンビ対ゴジラ)は、1969年に制作されたカナダのアニメーション映画。マーヴ・ニューランド監督作品。
モノクロの手書き風アニメーション。冒頭のほのぼのとした雰囲気から、一瞬で残酷な状況に一転する。
バンビはディズニー作品のバンビで、ゴジラも日本の怪獣映画のゴジラ。「吸血怪獣ヒルゴン」のDVDのおまけとして収録。

## ストーリー
バンビがゴジラの片足に踏み潰されるだけの、非常にシンプルかつ残酷な筋立てで上映時間も2分と非常に短い。

## スタッフ
- 制作、脚本、監督 : マーヴ・ニューランド（英語版）